# Martin Durant
Pour les articles homonymes, voir Durant.
Martin Durant (né le 12 novembre 1956 à Poperinge,) est un coureur cycliste belge, principalement actif dans les années 1980.

## Biographie
En 1982, Martin Durant s'impose sur une étape du Tour du Limbourg amateurs. L'année suivante, il remporte les courses Bruxelles-Opwijk et Paris-Troyes. Il finit également troisième du Circuit franco-belge. 
Entre 1984 et 1988, il évolue au niveau professionnel au sein des équipes Fangio, AD Renting puis Intral Renting-Nec-Ricoh. Durant cette période, il se distingue principalement dans des kermesses belges en obtenant une victoire et diverses places d'honneur. Il termine par ailleurs quatrième d'une édition du Tour de Luxembourg, ou encore cinquième de Paris-Camembert en 1985. 
Dans les années 2010, il reprend la compétition avec le club Decock-Van Eyck-Devos Capoen. Il se classe notamment deuxième du championnat du monde en 2017 dans la catégorie masters (+ de 60 ans). 

## Palmarès et résultats

### Palmarès par année
- 1982
  - 4ea étape du Tour du Limbourg amateurs
  - Prologue du Tour de la Vallée d'Aoste (contre-la-montre par équipes)
  - 2e de la Coupe Egide Schoeters
  - 3e de Gand-Wervik
- 1983
  - Bruxelles-Opwijk
  - Paris-Troyes
  - 1re étape du Tour de Wallonie
  - 3e du Circuit franco-belge
  - 3e de la Coupe Egide Schoeters
- 1984
  - Textielprijs Vichte
  - 2e du Circuit Mandel-Lys-Escaut
  - 3e de Binche-Tournai-Binche
- 1986
  - 3e de la Flèche hesbignonne
- 2016
  - 3e du championnat de Belgique masters C
- 2017
  -  Médaillé d'argent du championnat du monde masters (+ de 60 ans)

### Résultats sur les grands tours

#### Tour d'Espagne
1 participation
- 1987 : abandon (13e étape)